# Official Hige Dandism
Official Hige Dandism (Official髭男dism;?  estilizado como Official HIGE DANdism), comúnmente abreviado como Higedan (ヒゲダン?), es una banda de pop rock japonesa formada en Shimane, Japón en 2012 por Satoshi Fujihara, Daisuke Ozasa, Makoto Narazaki y Masaki Matsuura.
Después de firmar un contrato con el sello discográfico Pony Canyon en 2018, Official Hige Dandism lanzó el sencillo debut «No Doubt», el sencillo de su EP, Stand by You. Al año siguiente la banda lanzó su segundo sencillo, «Pretender», que ocupó el tercer puesto en la lista anual de Japan Hot 100 en 2019. Su álbum de estudio, Traveler, se lanzó el 9 de octubre de 2019 y se posicionó en el primer puesto en las listas japonesas.

## Historia

### 2012-presente: Formación y debut
La banda fue fundada el 7 de junio de 2012. Cuando Fujihara asistía a la Universidad de Shimane, habló con Narasaki, quien era estudiante de último año del mismo club de música ligera, Matsuura, un estudiante de tercer año, y Kosasa, un amigo fuera de la universidad. Un mes después, la banda realizó su primera presentación en vivo en Vongolecube. Official Hige Dandism debutó el 22 de abril de 2015 con el EP Love to Peace Ha Kimi No Naka, bajo la discográfica Lastrum. Tras su salida de Lastrum, la banda firmó con Pony Canyon y lanzó la canción «No Doubt». Recibió el premio al «Mejor vídeo por un artista nuevo» en los MTV VMAJ de 2018. El segundo EP, Stand by You, lanzado el 17 de octubre de 2018, fue reproducido en 27 estaciones de FM/AM en todo el país. El sencillo del mismo nombre ingresó al Top 10 de Japan Hot 100.
El segundo sencillo de la banda, «Pretender» se publicó el 15 de mayo de 2019. Se utilizó como banda sonora de la película The Confidence Man JP: The Movie, y se ubicó en el primer puesto de Oricon. El 14 de noviembre del mismo año, se anunció que la banda participaría por primera vez en el 70th NHK Kouhaku Uta Gassen, interpretando la canción «Pretender», que se realizó el 31 de diciembre.
El 12 de febrero de 2020, Official Hige Dandism regresó con su cuarto sencillo, «I Love...», el cual se utilizó como banda sonora del drama Koi wa Tsuruyo Dokodemo de la cadena televisiva TBS. En junio la banda firmó un contrato con Irori Records, subsidiaria de Pony Canyon.El 7 de mayo de 2021, la banda lanzó la canción «Cry Baby», que se utilizó como tema de apertura del anime Tokyo Revengers. El 17 de marzo de 2022, anunciaron el tema de apertura "Mixed Nuts" para el anime Spy × Family, que se estrenó en abril de 2022. En 2023, la banda lanzó la canción de apertura «White Noise» para la segunda y tercera temporada del anime Tokyo Revengers. El 13 de diciembre de 2023, la banda lanzó la canción «Soulsoup» para ser el tema principal de la película de Spy × Family Code: White.

## Miembros
- Satoshi Fushijara (藤原聡 Fujihara Satoshi?) — voz, piano
- Daisuke Osaza (小笹大輔 Osaza Daisuke?) — guitarra, coros
- Makoto Narazaki (楢﨑誠 Narazaki Makoto?) — bajo, saxofón, coros
- Masaki Matsūra (松浦匡希 Matsūra Masaki?) — batería, percusión, coros

## Discografía
Álbumes de estudio
- 2018: Escaparade
- 2019: Traveler
- 2020: Traveler -Instrumental-
- 2021: Editorial
- 2024: Rejoice